# Idaea devestita
Idaea devestita är en fjärilsart som beskrevs av W. Warren 1907. Idaea devestita ingår i släktet Idaea och familjen mätare. Inga underarter finns listade i Catalogue of Life.